# Srijemske Laze
Srijemske Laze – wieś w Chorwacji, w żupanii vukowarsko-srijemskiej, w gminie Stari Jankovci. W 2011 roku liczyła 572 mieszkańców.